# Мірослав Шимонович
Мірослав Шимонович (словац. Miroslav Šimonovič; нар. 10 серпня 1974, м. Попрад, ЧССР) — словацький хокеїст, воротар.

## Біографія
Вихованець хокейної школи ХК «Попрад», у якому розпочав свою професійну кар'єру. Також виступав за «Списька Нова Весь», «Кошиці», «Михайлівці», «Пльзень», МсХК «Жиліна», ХКм «Зволен», «Банська Бистриця».
У складі національної збірної Словаччини провів 37 матчів; учасник зимових Олімпійських ігор 1998, учасник чемпіонатів світу 1999 і 2002.
Чемпіон світу (2002). Чемпіон Словаччини (1999), бронзовий призер (2011). Володар Континентального кубка (1997).